# 郑东绿地中心
郑东绿地中心是中华人民共和国河南省郑州市郑东新区的一组双子塔型摩天大楼。两座大楼及其裙楼由绿地集团所持有，由GMP建筑事务所设计，2016年竣工。塔楼外形融入了黄河的灵动理念，均高284米，是目前郑州市最高的摩天大楼和第二高的建筑物（仅次于中原福塔）。

## 历史
- 2007年，随着郑州新客站（今郑州东站）综合交通枢纽核心区展开详细规划设计，按照法国夏邦杰建筑设计室的方案，车站西广场将建设为高端商业与酒店集群，在最西端规划建设一组双子塔作为新客站“城市之门”意象的延伸。[1]
- 2009年4月，郑东新区在上海举行招商会，与绿地集团签订协议建设郑州新客站西广场现代服务业综合项目，包括两座300米左右的超高层塔楼。[2]
- 2010年7月，共7个建筑事务所向绿地提供了双子塔的设计方案。经专家评审后，GMP和AS+GG的方案进入第二轮；最后GMP方案经优化后作为中标方案。[2]
- 2010年12月28日，郑东绿地中心双子塔项目正式开工。[3]

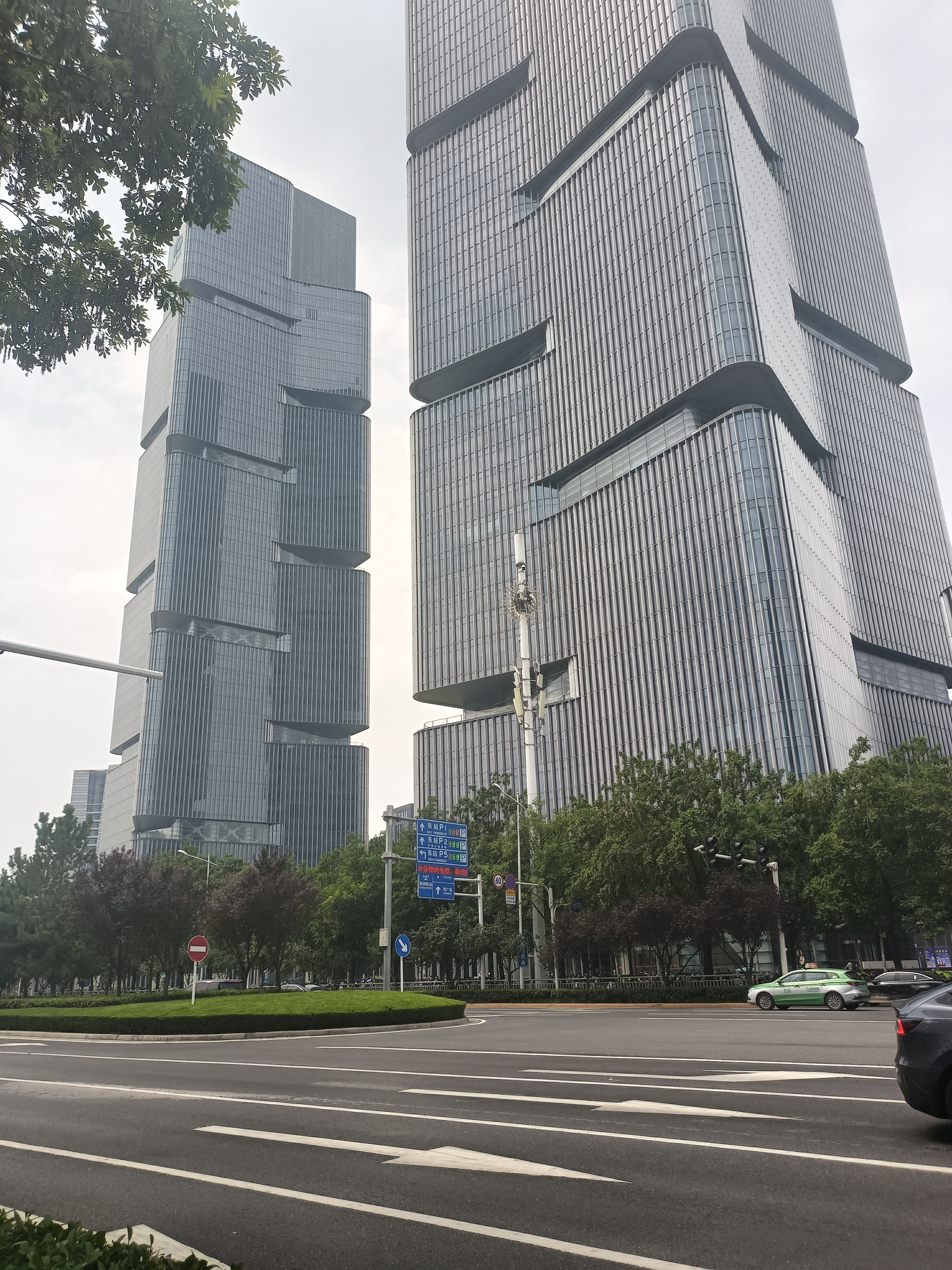
郑州绿地中心

- 2016年，郑东绿地中心项目正式竣工。[4]

## 设计
郑东绿地中心两座塔楼呈对称设计，两楼分居郑州东站西广场引出的城市轴线两侧，如同古代城阙，给郑州东站入城的旅客以仪式感。两座塔楼设计一致，楼面大致呈风车形，但随高度升高，大楼体块不断扭转，在体块间留出空中平台，亦将原本呆板的大楼设计变得灵动柔和。两座塔楼的圆角转角设计和幕墙细节以黄河河岸为灵感，使得整组大楼富于韵律感。
两座塔楼各自高284米，共有63层，每幢大楼内的建筑面积达到23.2万平米，单层面积4000平米。每层楼均是以风车型空间包围正中心方形的核心筒，提供了较一般水平更大的单层楼面积。
两座塔楼在内部每隔8层楼设置一座空中大堂，与不同体块间的露天平台相连通，供大楼租户举办活动或亲近自然。在顶部，双塔设计了以“天空中庭”为理念的大型开放空间用于举办展览和公共活动，以及与之相连的“天空商街”顶层零售区域，向公众提供水疗、餐饮、零售、观景等体验。
两座塔楼的幕墙采用细长条带设计，在避免出现可见气窗的情况下借助装饰条带中的通气缝隙实现楼内自然通风，降低大楼能耗。郑东绿地中心亦获得了美国绿色建筑协会LEED绿色建筑全程认证。

## 运用
郑东绿地中心的北塔以办公楼为主，南塔除办公外亦提供酒店和零售商业。郑东绿地中心办公楼于2018年开始招商，因郑州东站区域内办公楼已趋近饱和，其出售价格仅13500元每平米，租金仅为1.8-2元每天每平米。在2018年招商开始时，郑东绿地中心即达到了30%-40%的入驻率。但受郑州东站片区整体办公楼供需关系失衡影响，郑东绿地中心办公楼收益前景并不乐观。除了办公楼，其南塔裙楼的零售商业于2019年开始陆续有商家入驻。两塔之间的公共绿地则向公众全天候免费开放，与东站西广场中轴绿地一道构成郑州东站往郑州市中心的城市轴线。

## 评价

### 获奖
郑东绿地中心因其地标性的设计风格，在2016年被评为河南十大当代最美建筑；此外它在建成后还获得了中国地产设计大奖。

### 争议
绿地在销售郑东绿地中心办公楼时向业主宣传租金可达6元每日每天甚至更高，而实际收益仅在2元每平米每日左右；同时在2017年底，陆续有业主指出郑东绿地中心存在玻璃幕墙破碎、电梯和消防设施故障、门禁和通信等系统未安装、甲醛超标等诸多质量问题，导致部分业主选择街头维权。

## 图片集

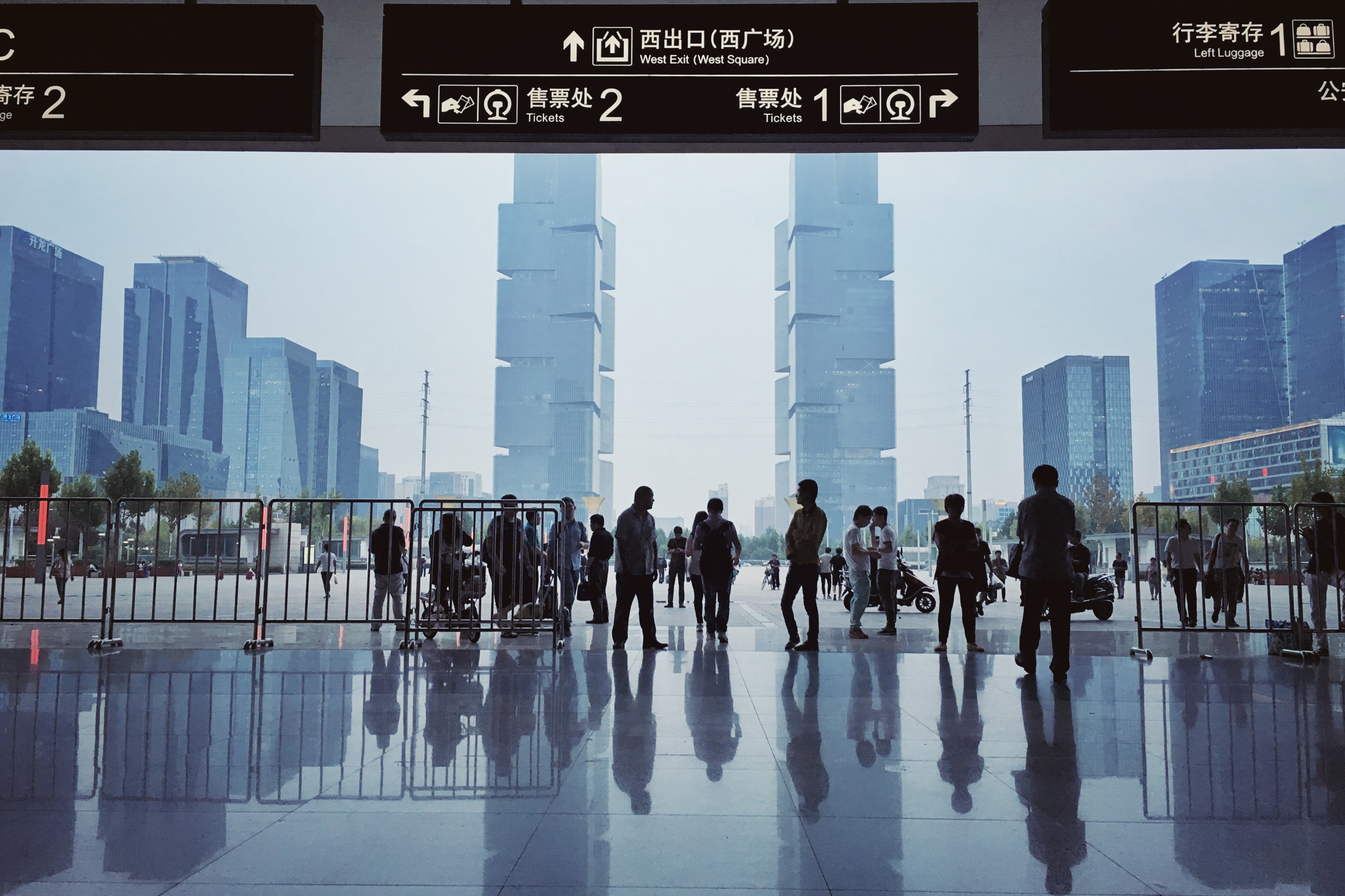
从郑州东站望向西轴线末端的郑东绿地中心
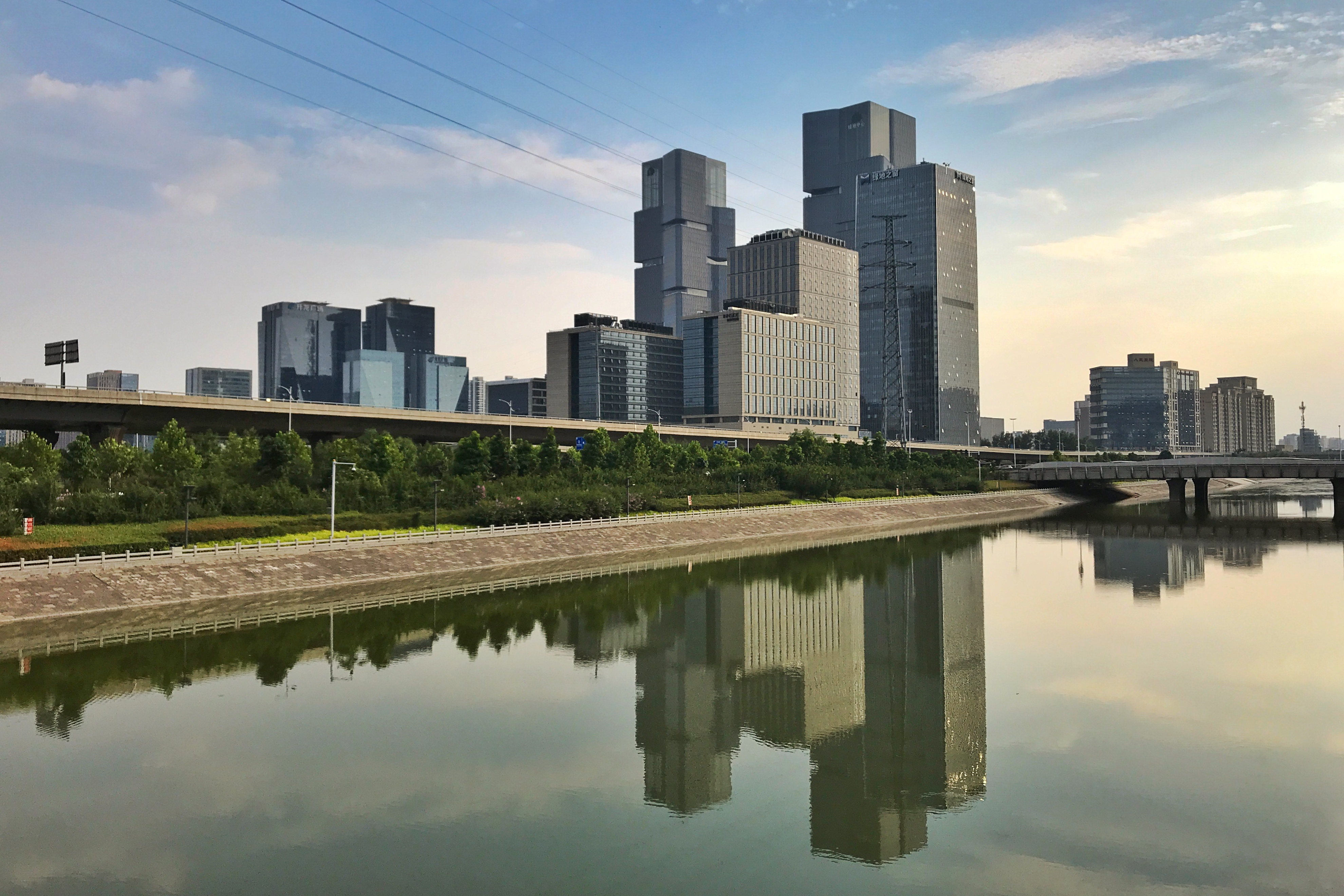
从七里河眺望以郑东绿地中心为中心的郑州东站办公楼群
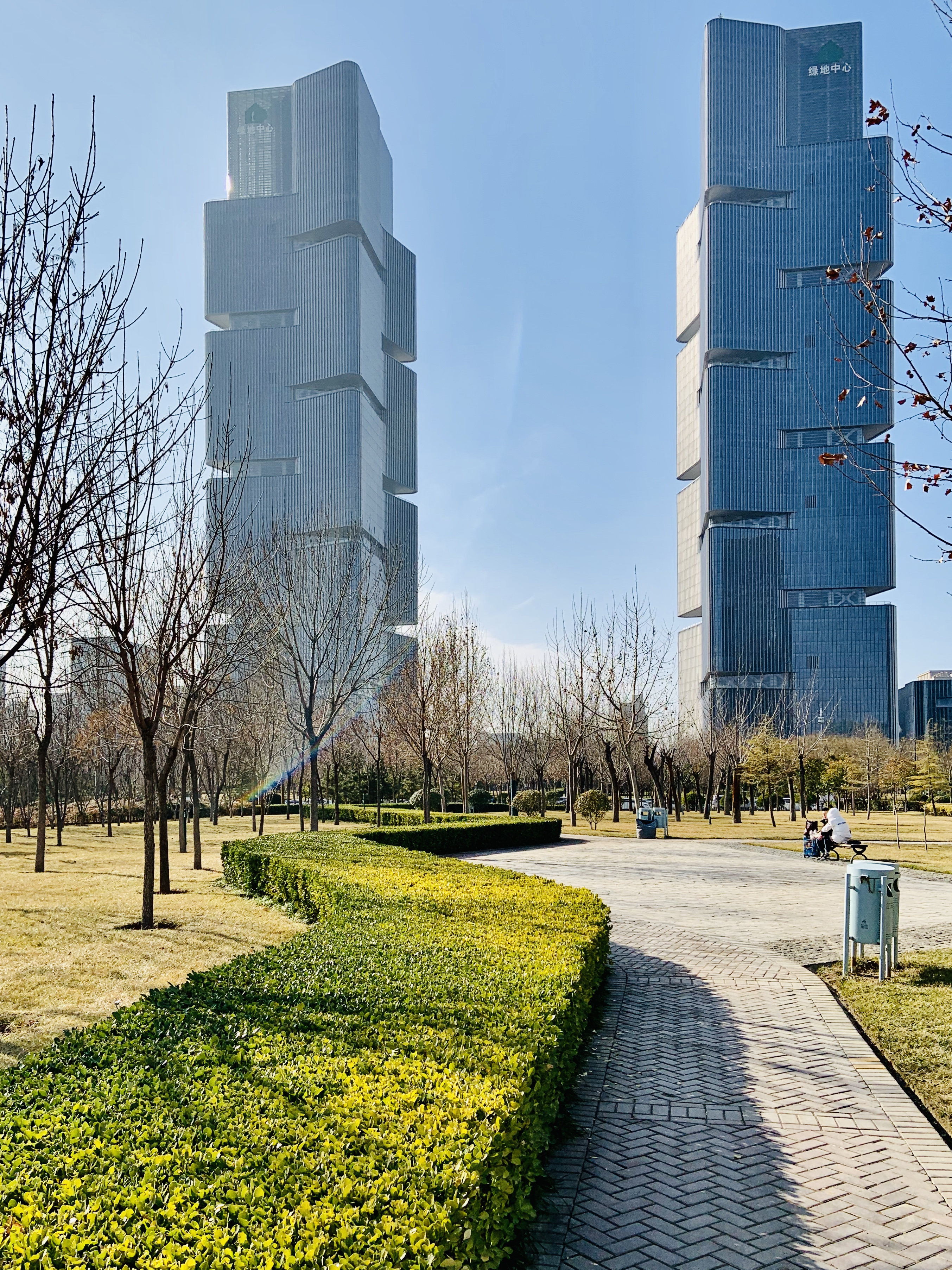
从郑州东站轴线绿地望向郑东绿地中心
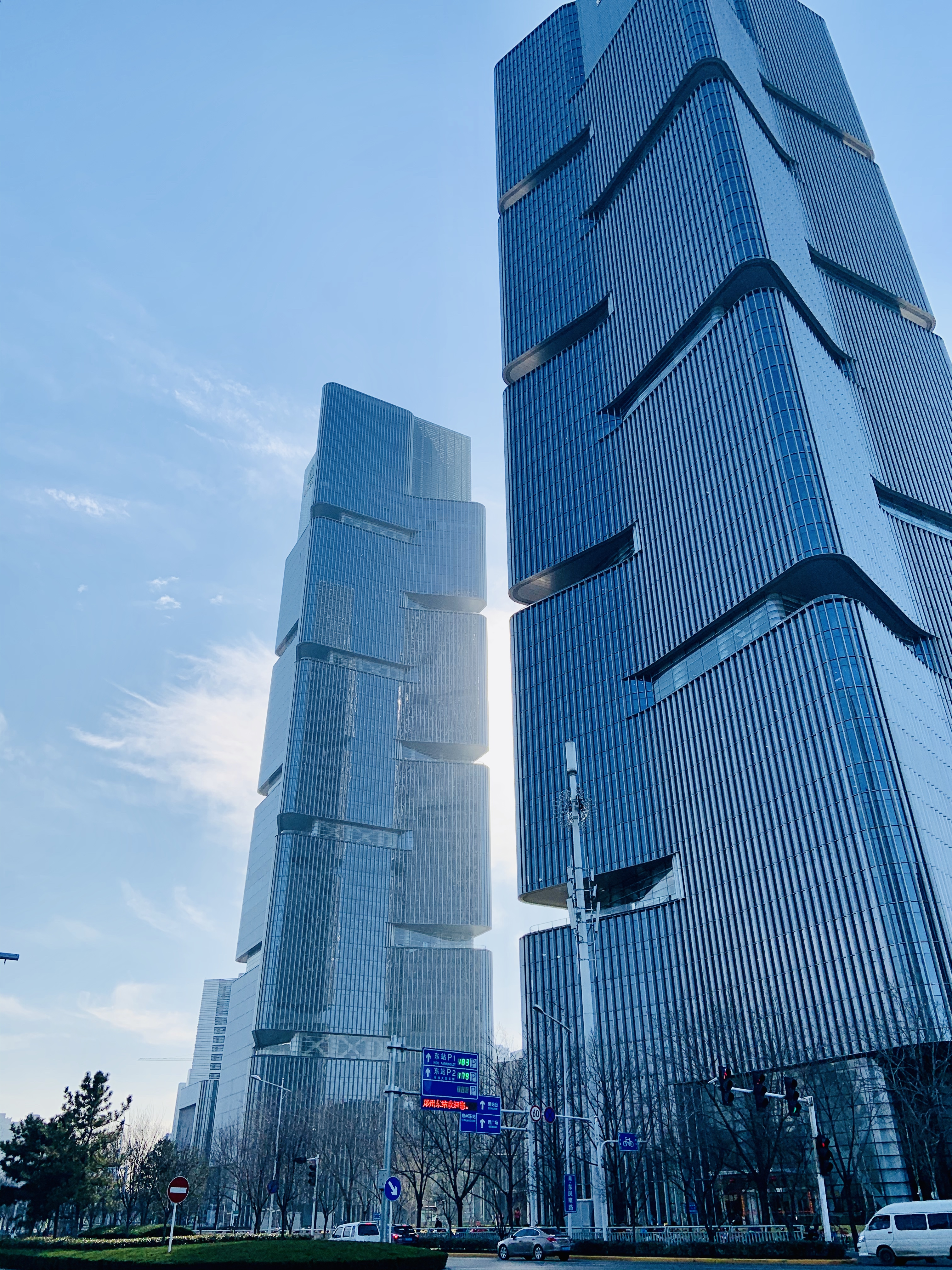
郑东绿地中心北塔
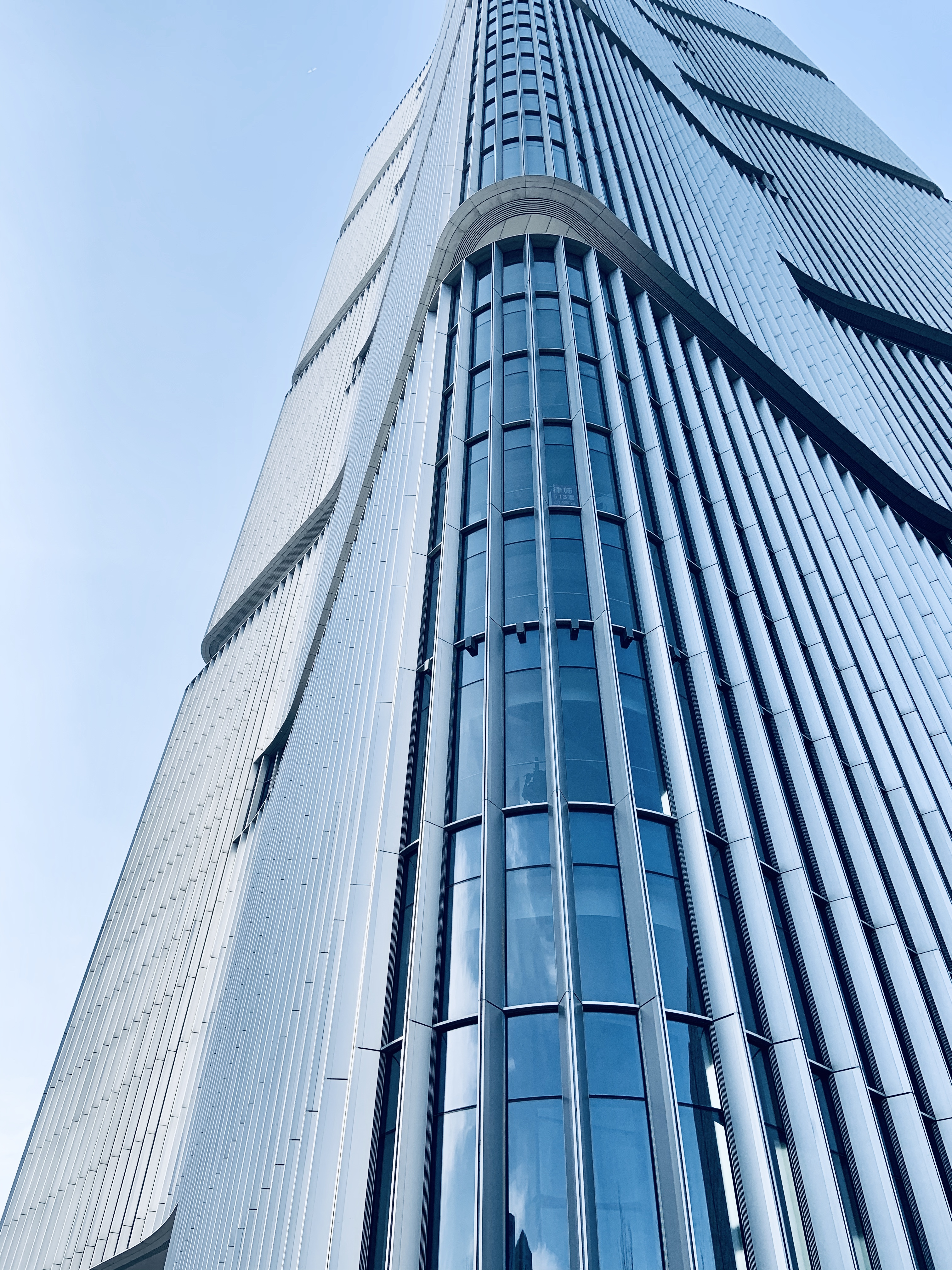
郑东绿地中心北塔幕墙
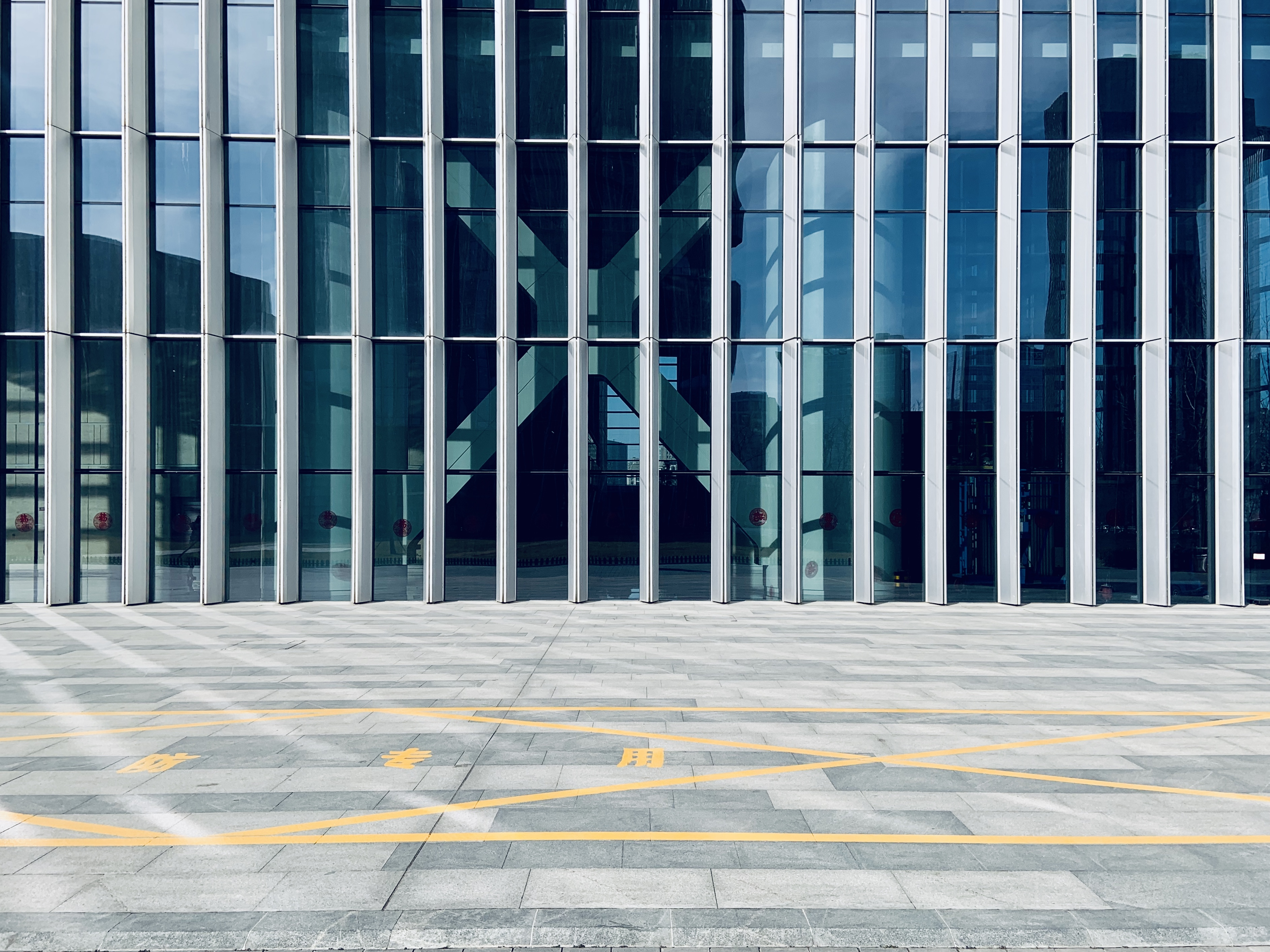
郑东绿地中心幕墙细节
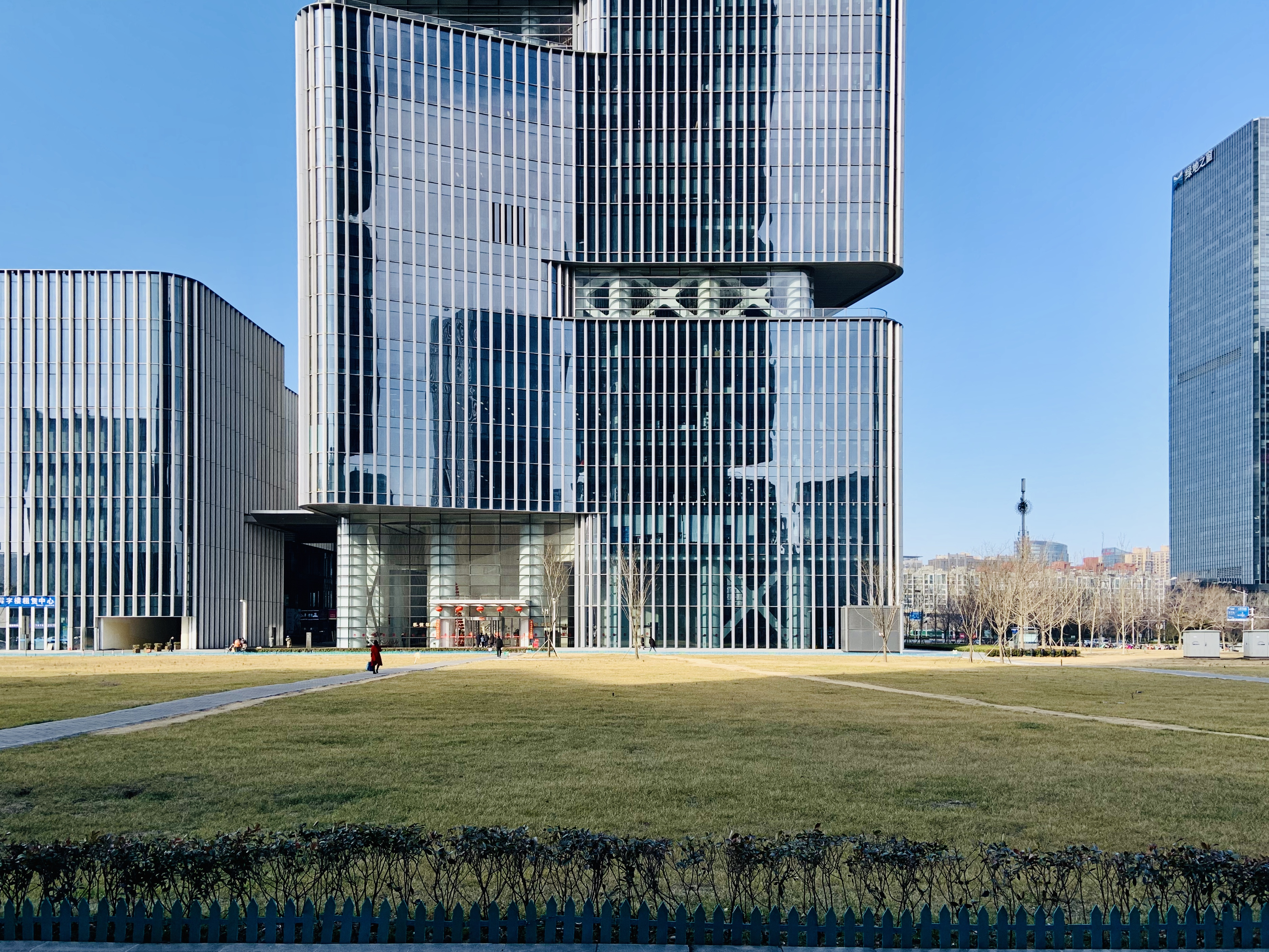
郑东绿地中心北塔及开放绿地；可见楼体间开放空间
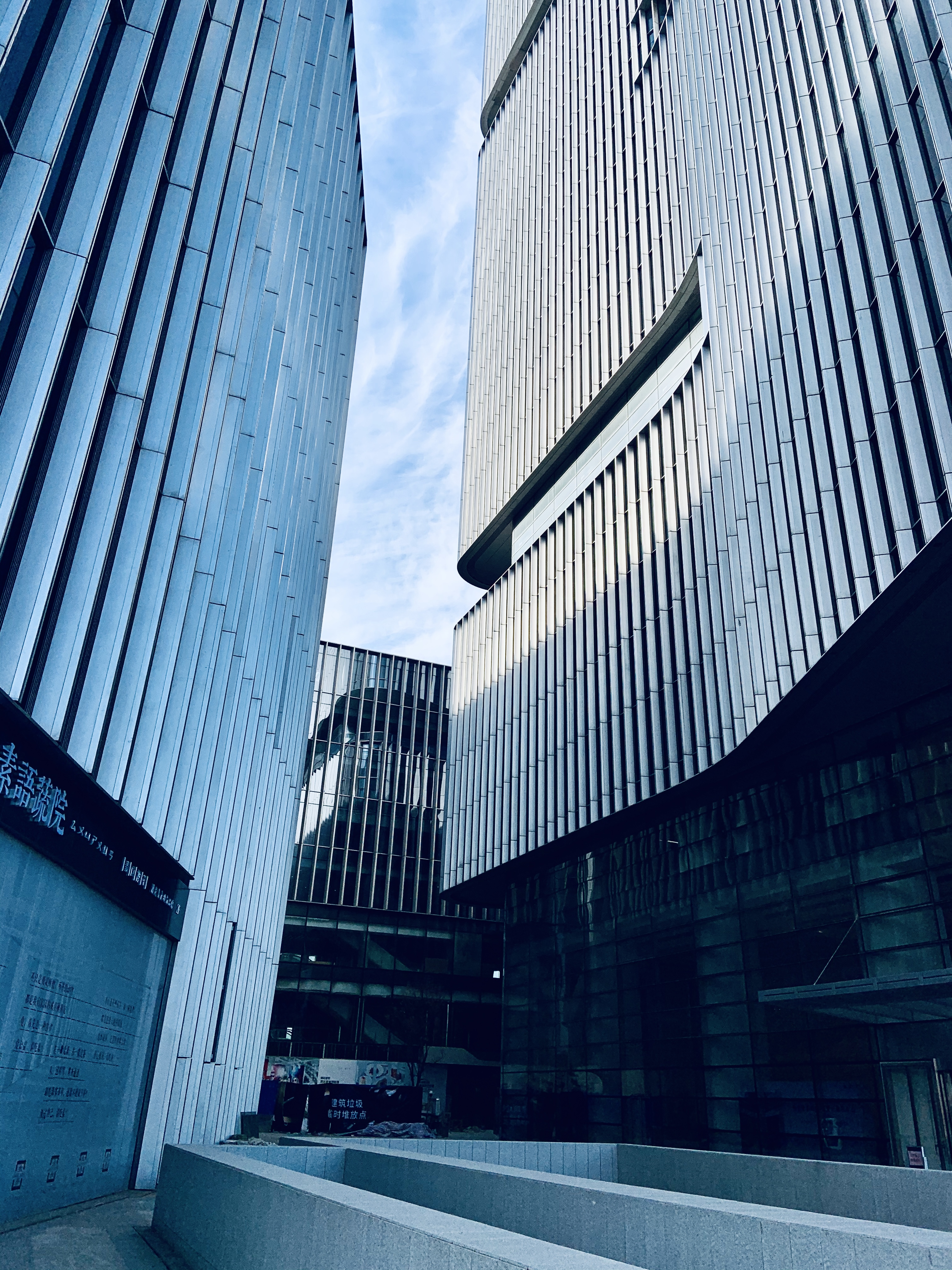
南塔与商业裙楼间的连接

## 交通
| 东风南路创业路 | 东风南路创业路 | 东风南路创业路 | 东风南路创业路   | 东风南路创业路 |
| 编号           | 路线           | 路线           | 路线             | 备注           |
| -------------- | -------------- | -------------- | ---------------- | -------------- |
| G123           | 经南五路公交站 | ⇆              | 畅和街公交站     |                |
| 160            | 东风南路商都路 | ↻              | 东风南路商都路   | 循环线         |
| 326            | 郑州东站       | ⇆              | 白沙镇星联厨卫城 |                |
| B38            | 北三环沙口路   | ⇆              | 郑州东站         | 原163路        |
| S132           | 郑州东站       | ⇆              | 龙泽东路龙沄路   |                |
| K901           | 西三环化工路   | ⇆              | 郑州东站         |                |
| Y13            | 郑州东站       | ⇆              | 医学院           | 夜间服务       |

| 创业路东风南路 | 创业路东风南路         | 创业路东风南路         | 创业路东风南路         | 创业路东风南路         |
| 编号           | 路线                   | 路线                   | 路线                   | 备注                   |
| -------------- | ---------------------- | ---------------------- | ---------------------- | ---------------------- |
| 278            | 博学路公交站           | ⇆                      | 七里河南路陇海路       |                        |
| 285            | 郑州东站               | ⇆                      | 经七路金水路           |                        |
| S167           | 已于2024年12月29日停办 | 已于2024年12月29日停办 | 已于2024年12月29日停办 | 已于2024年12月29日停办 |